# Monthly Girls’ Nozaki-kun
Gekkan Shoujo Nozaki-kun (яп. 月刊少女野崎くん гэккан сё:дзё Нодзаки-кун, букв. «Ежемесячное сёдзё Нодзаки-куна») — четырёхкадровая веб-манга (ёнкома) в жанре романтической комедии Идзуми Цубаки и одноимённое аниме, снятое на студии Dogakobo.
С 20 июня 2015 г. продюсерская компания Frontier Works запустила Drama CD по манге.

## Сюжет
Сакура Тиё наконец решается признаться в своих чувствах парню из параллельного класса Умэтаро Нодзаки, но все её попытки объясниться приводят лишь к тому, что ей раз за разом вручают автограф. Оказывается, Нодзаки — мангака, принявший девушку за поклонницу. Когда же Сакура говорит, что всегда хочет быть рядом, молодой человек приглашает её в свой дом и предлагает помочь с рисовкой манги. Войдя в круг «официальных» ассистентов мангаки (среди которых числятся глава драмкружка Хори и прототип главной героини манги Микорин), Сакура вынуждена постоянно заниматься поиском новых образов или сюжетных ходов для манги Нодзаки «Давайте влюбляться» (яп. 恋しよっ кои сиё), так парочка изучает своих одноклассников, которые помогают им или служат вдохновением для историй.

## Персонажи
Умэтаро Нодзаки (яп. 野崎 梅太郎 Нодзаки Умэтаро:) — главный герой. Школьник, 17 лет, учится в 2-Б классе старшей школы и рисует сёдзё мангу под псевдонимом Сакико Юмэно.
Сэйю: Юити Накамура
Тиё Сакура (яп. 佐倉 千代 Сакура Тиё) — школьница, шестнадцатилетняя ученица 2-А класса, влюблена в Умэтаро, но у неё не получается ясно выразить своё отношение к нему, в результате чего девушке приходится довольствоваться ролью «фанатки», так как Умэтаро не понимает, что имеет в виду Тиё, называя себя его «поклонницей». Отлично рисует, состоит в арт-клубе. Единственная из ассистентов Нодзаки, кто знает в лицо всех остальных.
Сэйю: Ари Одзава
Микото Микосиба (яп. 御子柴 実琴 Микосиба Микото) — друг Умэтаро, учится в параллельном классе 2-Ж и помогает Умэтаро прорисовкой деталей. Прозвище — Мико-рин (яп. みこりん). Именно с него списан характер главной героини манги Нодзаки. Он отаку. Постоянно заигрывает с девушками, после чего страшно смущается. Старался быть для Тиё крутым семпаем, однако должной реакции не получил.
Сэйю: Нобухико Окамото
Юдзуки Сэо (яп. 瀬尾 結月 Сэо Юдзуки) — одноклассница Сакуры, Нодзаки охарактеризовал её как «бестактную» /KY (яп. 空気を読まない ку:ки-о ёманай). Баскетболистка, состоит в кружке по пению, где получила прозвище «Лорелея вокального кружка» (яп. 声楽部のローレライ сэйгаку-бу но Ро:рэрай). Обожает издеваться над Вакамацу. Является причиной бессонницы Вакамацу, однако её песни мгновенно его усыпляют.
Сэйю: Миюки Савасиро
Хиротака Вакамацу (яп. 若松 博隆 Вакамацу Хиротака) — друг Нодзаки из средней школы, состоял вместе с ним в баскетбольном клубе, помощник Нодзаки, накладывает скринтоны. Не подозревает о том, что Сэо и Лорелея — один и тот же человек.
Сэйю: Рёхэй Кимура
Ю Касима (яп. 鹿島 遊 Касима Ю:) — одноклассница Митосибы, «принц» школы, состоит в драмкружке под неустанным наблюдением Хори.
Сэйю: Маи Накахара
Масаюки Хори (яп. 堀 政行 Хори Масаюки) — президент школьного драмкружка, рисует фоны для манги Нодзаки в обмен на сценарии для кружка. Частенько бьёт Касиму. Скрывает свою помощь Нодзаки от Касимы, потому что иначе она его окончательно достанет.
Сэйю: Юки Оно
Кэн Миямаэ (яп. 宮前 剣 Миямаэ Кэн) — 27 лет, обожаемый редактор Нодзаки, изначально принятый им «в штыки» из-за проблем в работе с прежним редактором, но мгновенно заслуживший расположение юноши своим профессионализмом.
Сэйю: Кэнта Миякэ
Мицуя Маэно (яп. 前野 蜜也 Маэно Мицуя) — прежний редактор Нодзаки, редактор Мияко, 27 лет, легкомысленный человек, обожает енотов.
Сэйю: Дайсукэ Оно
Юкари Мияко (яп. 都 ゆかり Мияко Юкари) — соседка Нодзаки с верхнего этажа, студентка, мангака.
Сэйю: Аяко Кавасуми
Маю Нодзаки (яп. 野崎 真由 Нодзаки Маю) — младший брат Нодзаки, ученик средней школы, хорошо рисует, занимается дзюдо. Очень ленивый, но серьёзно относится к тренировкам.
Рёске Сэо (яп. 瀬尾 遼介 Сэо Рё:сукэ) — старший брат Юдзуки, 20 лет, студент университета, однокурсник Мияко, работает в кафе.
Думает, что Нодзаки является парнем Мияко.

## Манга
| № | Дата публикации | ISBN                   |
| - | --------------- | ---------------------- |
| 1 | 20 апреля 2012  | ISBN 978-4-7575-3566-4 |
| 2 | 22 ноября 2012  | ISBN 978-4-7575-3777-4 |
| 3 | 22 июня 2013    | ISBN 978-4-7575-3985-3 |
| 4 | 22 января 2014  | ISBN 978-4-7575-4203-7 |
| 5 | 22 июля 2014    | ISBN 978-4-7575-4353-9 |
| 6 | 21 февраля 2015 | ISBN 978-4-7575-4378-2 |

## Аниме

### Список эпизодов
| №  | Название | Дата выхода серии |
| -- | --- | ----------------- |
| 1  | Неверно понятая любовь «Соно кои ва, Сё:дзё манга касарэтэ юку» (その恋は、少女漫画化されてゆく。)                                                                 | 7 июля 2014 года  |
| 2  | Новая героиня «Ню: хироин-о ёросику нэ♪» (新（ニュー）ヒロインをよろしくね♪)                                                                                       | 14 июля 2014 года |
| 3  | Изверг против принца «Байорэнсу ба:сасу пуринсу» (バイオレンスＶSプリンス)                                                                                         | 21 июля 2014 года |
| 4  | Порой мужчины должны сражаться «Отоко ни ва, татакаванэба наранай, токи га ару» (男には、戦わねばならない、時がある)                                               | 28 июля 2014 года |
| 5  | Парень, воображающий любовь «Кои-о омои эгаку данси.» (恋を「思い」「描く」男子。)                                                                                 | 3 августа 2014    |
| 6  | Я тебя заворожу «Махо: о какэтэ а-гэ-ру♡» (魔法をかけて、あ・げ・る♡)                                                                                              | 10 августа 2014   |
| 7  | Помешанный на манге Нодзаки «Мангака но: Нодзаки-кун» (漫画家脳野崎くん)                                                                                           | 17 августа 2014   |
| 8  | Страдания школьного Принца (девушки) «Гакуэн но о:дзи-сама (дзёси) но наями» (学園の王子様(女子)の悩み)                                                            | 24 августа 2014   |
| 9  | Тебе хватает острых ощущений? «Докидоки, таритэру?» (ドキドキ, たりてる?)                                                                                          | 31 августа 2014   |
| 10 | То, что нас свело и связало «Цуёмару но ва, кидзуна то тадзуна» (強まるのは, 絆と手綱)                                                                             | 7 сентября 2014   |
| 11 | Порисуем «Комэ сиё» (米しよっ♡) | 14 сентября 2014  |
| 12 | Если это не любовь, то её не существует в природе «Коно кимоти га кои дзянай нара, китто сэкай ни кои ва най» (この気持ちが恋じゃないなら、きっと世界に恋はない。) | 21 сентября 2014  |

## Критика
Начиная со второго тома, занявшего 18 место в еженедельном топе Oricon's weekly manga chart, манга уверенно завоевывала лидирующие места в рейтингах по продажам: следующий (третий) том достиг 11 места, четвёртый том, разошедшийся в количестве 117310 копий, получил пятое место, пятый том (185392 проданных экземпляров) — 4 место в рейтинге. В 2013 году Gekkan Shoujo Nozaki-kun получила 3 место в топе 15 наиболее продаваемых манг и 11 в перечне из 20 изданий на 2014 по гиду Kono Manga ga Sugoi! издательства Takarajimasha. Премия Манга тайсё присвоила манге 8 место по популярности издания среди женской аудитории. На Oricon’s weekly best-sellers chart манга получила 17 место среди наиболее продаваемых серийных изданий.
Грег Смит из Fandom Post определил аниме-адаптацию популярной манги как «одновременно и воспевающую и пародирующую жанр сёдзё», отличающуюся «натуральностью» и эмоциональностью персонажей. Дав аниме оценку «отлично», критик заметил, что для него аниме стало одной из лучших комедий сезона, отличающееся добродушием и высмеивающей некоторые приёмы сёдзё. Энди Хэнли из UK Anime Network дал оценку 7 из 10, отметив высокий уровень комедии. Ди Хоган в статье для The Mary Sue назвал адаптацию «одновременно смешной и яркой». По отзывам на Anime News Network и Tor.com аниме вошло в топ лучших сериалов 2014 года.